# مرتضى حائري اليزدي
الشيخ مُرتضى بن عبد الكريم حائري اليزدي (بالفارسیة: مرتضی حائری یزدی) هو عالمٌ شيعي إيراني من مُدرِّسي الحوزة العلميَّة في قم، ومن مُمثلي مُحافظة مركزي في مجلس الخُبراء الأوَّل الذي تشكَّل بُعيد الثورة الإسلاميَّة في إيران.
وُلد مُرتضى اليزدي في سُلطان آباد (أراك المُعاصرة) يوم 14 ذي الحجَّة 1334هـ المُوافق 12 تشرين الأوَّل (أكتوبر) 1986م، للفقيه المرجع عبد الكريم حائري اليزدي. هاجر مع والده إلى قم وتلقَّى عُلُومه في حوزتها على يد مجموعةٍ من العُلماء، أبرزهم مُحمَّد رضا الكلبيكاني، كما تلقَّى الفقه وأُصُوله على والده، والعُلُوم القُرآنيَّة على يد السيِّد مُحمَّد مُحقق داماد والإمام الخُميني.